# 鳴釜神事
鳴釜神事（なるかましんじ）は、釜の上に蒸篭（せいろ）を置いてその中にお米を入れ、蓋を乗せた状態で釜を焚いた時に鳴る音の強弱・長短等で吉凶を占う神事。吉備津の釜 、御釜祓い、釜占い、等ともいう。元々吉備国で発生したと考えられる神事。一般に、強く長く鳴るほど良いとされる。原則的に、音を聞いた者が、各人で判断する。女装した神職が行う場合があるが、盟神探湯・湯立等と同じく、最初は、巫女が行っていた可能性が高い。
現在でも一部の神社の祭典時や修験道の行者、伏見稲荷の稲荷講社の指導者などが鳴釜神事を行う姿が見られる。
いつの頃から始まったかは不明。古くは宮中でも行われたという。吉備津神社の伝説では、古代からあったとする。また、初期古墳上に見られ、埴輪の起源とされる特殊器台形土器は、この御釜と関係があるのではとの説もある。

## 吉備津神社の鳴釜神事
同神社には御釜殿があり、古くは鋳物師の村である阿曽郷（現在の岡山県総社市阿曽地域。住所では同市東阿曽および西阿曽の地域に相当する）から阿曽女（あそめ、あぞめ。伝承では「阿曽の祝（ほふり）の娘」とされ、いわゆる阿曽地域に在する神社における神職の娘、即ち巫女とされる）を呼んで、神職と共に神事を執り行った。現在も神職と共に女性が奉祀しており、その女性を阿曽女と呼ぶ。
まず、釜で水を沸かし、神職が祝詞を奏上、阿曽女が米を釜の蒸籠（せいろ）の上に入れ、混ぜると、大きな炊飯器やボイラーがうなる様な音がする。この音は「おどうじ」と呼ばれる。神職が祝詞を読み終える頃には音はしなくなる。絶妙なバランスが不思議さをかもし出すが、この音は、米と蒸気等の温度差により生じる熱音響効果とよばれる現象と考えられている。100ヘルツぐらいの低い周波数の振動が高い音圧を伴って1mmぐらいの穴を通るとこの現象が起きるとされ、家庭用のガスコンロでも鉄鍋と蒸篭を使って生米を蒸すと再現できる。現在、この現象を利用して、廃熱を利用したラジエーターが作れないか研究中である。
吉備津神社には鳴釜神事の起源として以下の伝説が伝えられている。吉備国に、温羅（うら）という名の鬼が悪事を働いたため、大和朝廷から派遣されてきた四道将軍の一人、吉備津彦命に首を刎ねられた。首は死んでもうなり声をあげ続け、犬に食わせて骸骨にしてもうなり続け、御釜殿の下に埋葬してもうなり続けた。これに困った吉備津彦命に、ある日温羅が夢に現れ、温羅の妻である阿曽郷の祝の娘である阿曽媛に神饌を炊かしめれば、温羅自身が吉備津彦命の使いとなって、吉凶を告げようと答え、神事が始まったという。

## 文学「吉備津の釜」
上田秋成は『雨月物語』で吉備津の釜という物語を書いている。
吉備の豪農の放蕩息子正太郎が神主の娘磯良（いそら）との婚儀の吉凶を占う時、釜が全く鳴らなかった。結局、不誠実な正太郎を恨んで亡霊となった磯良に、正太郎はとり殺されるとの物語であるが、鳴釜神事が効果的に使われている。磯良の名は阿曇磯良を彷彿とさせるが、上田秋成が何故この名を使用したかは不明。

## 梁塵秘抄
後白河法皇の命で編まれた『梁塵秘抄』の中に「一品聖霊吉備津宮、新宮本宮内の宮、隼人崎、北や南の神客人、艮御崎（うしとらみさき）は恐ろしや」と詠まれている艮御崎とは温羅の魂の事であるという。ちなみに御崎とは御前神（みさきがみ：お使いの神）を意味すると思われる。